# 캐머런 미첼

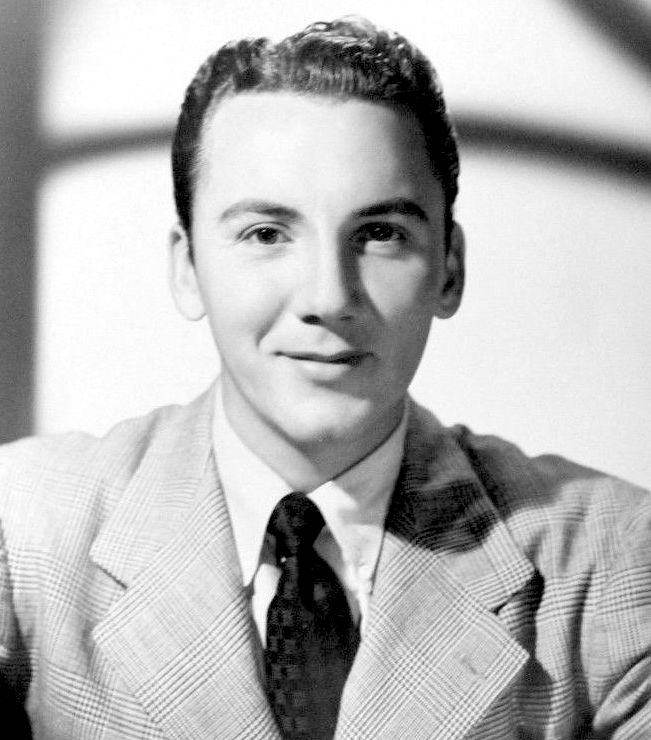

캐머런 미첼(Cameron Mitchell (actor), 1918년 11월 4일 ~ 1994년 7월 7일)는 미국의 배우, 연극 배우, 텔레비전 배우, 영화배우이다.
퍼시픽팰리세이즈에서 사망하였다. 사인은 폐암이다.  데저트 메모리얼 파크에 매장되었다.

## 방송
- 캐넌목장

## 영화
- 물랑 루즈 (2001년)
- 잭코 (1995년)
- 댓츠 액션 (1991년)
- 데몬 캅 (1990년)
- 다이아몬드 작전 (1989년)
- 비버리 힐스 테러 (1989년)
- 이지 킬 (1989년)
- 욕망의 교차로 (1989년)
- 우주 폭동 (1988년)
- 람보 캅 (1988년)
- 데들리 프레이 (1987년)
- 젊은 전사들 (1987년)
- 비밀첩보원 (1987년)
- 툼 (1986년)
- 탐정수첩 (1983년)
- 도박사 2 (1983년)
- 로 포어스 (1982년)
- 아름다운 날들 (1982년)
- 전격 Z작전 (1982년)
- 프랑켄슈타인 아일랜드 (1981년)
- 붉은 거미 (1980년)
- 부시도 2 (1980년)
- 행잉 바이 어 스레드 (1979년)
- 데몬 (1979년)
- 썸딩 웨이츠 인 더 다크 (1979년)
- 꿈꾸는 낙원 (1978년)
- 불타는 서부 - 78년 시리즈 (1978년)
- 블랙 뷰티 (1978년)
- 툴박스 머더 (1978년)
- 유령 수첩 (1977년)
- 스턴트맨의 음모 (1977년)
- 서부의 형제 (1976년)
- 대홍수(영어판) (1976년)
- 미녀 삼총사 - TV 시리즈 (1976년)
- 로빈슨 가족 (1975년)
- 버닝 크로스 (1974년)
- 바람의 저편 (1972년)
- 지옥의 사자 슬러터 (1972년)
- 제6지대 (1970년)
- 엔더슨빌 트라이얼 (1970년)
- 닥터 게논 (1969년)
- 밀납의 악몽 (1969년)
- 하와이 5-0수사대 (1968년)
- 아이언 사이드 (1967년)
- 캐넌 목장 (1967년)
- 옴브레 (1967년)
- 블레이드스톰 (1966년)
- 바람 속의 질주 (1965년)
- 피와 검은 레이스 (1964년)
- 정복자 에릭 (1961년)
- 바이킹들의 최후 (1961년)
- 노 다운 페이먼트 (1957년)
- 일본 탈출 (1957년)
- 내 모든 것을 다 주어도 (1957년)
- 회전목마 (1956년)
- 대나무집 (1955년)
- 사랑하거나 떠나거나 (1955년)
- 거인 (1955년)
- 고릴라 앳 라지 (1954년)
- 클라이막스! (1954년)
- 가든 오브 이블 (1954년)
- 데지레 (1954년)
- 헬 앤 하이 워터 (1954년)
- 백만장자와 결혼하는 법 (1953년)
- 성의 (1953년)
- 레 미제라블 (1952년)
- 세일즈맨의 죽음 (1951년)
- 스튜디오 원 (1948년)
- 홈커밍 (1948년)
- 어드벤처 오브 갤런트 베스 (1948년)
- 하이 바바리 (1947년)
- 데이 워 익스펜더블 (1945년)
- 왓 넥스트 코포럴 하그로브 (1945년)